# 서울 행당동 아기씨당 무신도
서울 행당동 아기씨당 무신도(杏堂洞 아기씨堂 巫神圖)는 서울특별시 성동구 행당동, 아기씨당에 있는 무신도이다. 2017년 4월 13일 서울특별시의 민속문화재 제34호로 지정되었다.

## 지정 사유
행당동 아기씨당 무신도는 총 16점으로, 전통 탱화와 신경향의 탱화가 만나는 접점이라 할 수 있는 구한말 탱화의 영향이 나타나며 다양하고 흥미로운 도상들이 많다. 대부분 화승의 필법과 도상적인 특징이 나타나며, 특히 산신님(1912)은 무신도로는 드물게 기년명이 있고 시기적으로 앞설 뿐만 아니라 근대기 서양화풍의 영향도 나타나고 있다. 이들 무신도는 오랜 역사를 지닌 행당동 아기씨당과 함께 앞으로 보존할 가치가 있다고 판단되므로, 서울시 문화재자료로 지정하여 관리하는 것이 바람직하다.

## 조사 보고서
행당동 아기씨당은 본당인 아기씨당에 7점의 무신도(좌신장, 삼불제석, 아기씨, 산신, 부군내외, 태산노군, 우신장)가 봉안되어 있으며, 옆 건물의 개인신당에는 14점의 무신도(일월성신, 칠성님, 삼불제석, 대사님, 산신님, 용궁부인, 숲당아기씨, 천존대감, 관성제군, 최일장군, 별상님, 대신할머니, 대신마누라님, 오방신장님)가 봉안되어 있다. 이 가운데 아기씨당의 2점(부군내외, 태산노군)을 포함해 개인신당의 14점 모두는 본래 행당동 아기씨당에 봉안되었던 것이 아니라 광진구 자양동 부군당에서 모셔온 것이다.
행당동 아기씨당의 총21점의 무신도는 전통적이거나 개량형 족자로 되어 있다. 보존상태를 보면, 아기씨당의 무신도는 양호하지만, 개인신당 무신도는 심각하다. 육안으로 화면을 판독할 수 없는 것이 많고 화폭안쪽이 그을음과 안료의 색변현상으로 얼룩진 것이 상당수 발견된다. 난곽 밖은 종이나 벽지 등으로 임시 보수한 것이 많다. 시급히 보존처리가 이루어져야 할 것으로 판단된다.
봉안 장소와 별개로 화풍과 양식적 면에서 매우 다양한 특징이 나타난다. 개인신당의 4점의 무신도(산신님, 숲당아기씨, 별상님, 대신마누라님)를 제외하고는, 대부분 화승(畵僧)의 필법과 도상적인 특징이 나타나며, 전통 탱화와 신경향의 탱화가 만나는 접점이라 할 수 있는 구한말 탱화의 영향도 함께 나타난다. 도상 및 배경묘사에 선과 색을 과도하게 단순화시키고, 유화(油畵)의 질감표현과 함께 금박(金箔)과 금니(金泥)의 사용이 많아 장식성이 두드러진다. 칠보문(七寶紋)의 구슬을 응용한 문양들도 보인다. 또한 구한말에 수입되어 새로운 색감과 화면의 높은 은폐력으로 애용되던 장단(障丹)의 남용과 경향을 같이 해, 주황색이 주조색을 이루고 있는 점도 눈에 띈다.
전체 무신도를 제작시기, 화풍과 도상적 특징, 화면의 난곽 구성, 장황 등으로 조사해 보면, A, B, C, D의 네 유형으로 분류된다.
A유형은 아기씨당에 봉안되어 있는 5점의 무신도(좌신장, 삼불제석, 아기씨, 산신, 우신장)로 우신장 무신도의 덧붙인 종이 위에 병신(丙申 ; 1956)의 기년명이 있다. 이들 무신도는 수풀당 아기씨당에도 작품이 남아 있는, 석초당(石焦堂) 봉영(琫榮)이나 그와 관련 있는 화승의 작품들로 추정된다. 이들 무신도는 도상이 간략하고 도식화가 진행되어 있으나, 존상표현이 단아하고 보색 대비와 선을 통한 면 분할이 비교적 분명해 화면이 명징하다. 또한 수풀당 무신도에서처럼 주홍 입술을 통으로 그린 다음 윗입술과 아랫입술의 처음과 끝을 연결하지 않은 묵선(墨線)의 미소선도 특징적으로 나타나고 있다.
B유형은 7점으로 아기씨당에 2점(부군내외, 태산노군)이, 개인신당에 5점(일월성신, 용궁부인, 천존대감, 대신할머니, 오방신장님)이 봉안되어 있다. 주황색을 주조색으로 하고 있으며, 부리부리한 눈과 큼직한 이목구비의 얼굴표현을 비롯해 액자형의 화면 구성 등이 나타난다. 20세기 초에 조성된 것이다.
C유형은 개인신당에 봉안된 5점(칠성님, 삼불제석, 대사님, 관성제군, 최일장군)이다. 화면의 난곽 바깥 사방으로 한지나 벽지가 덧대어져 있다. 일부의 얼굴 표현은 초상화 기법을 보는 것처럼 매우 세밀하며 필력과 표현력이 뛰어나다. 옷깃과 의습자락에 갈색선으로 강렬하게 입체적인 선과 주름을 나타낸 것이 특징이다. 20세기 초에 조성된 것이다.
D유형은 개인신당에 봉안된, 1912년 조성의 2점(산신님, 별상님)과 이때에 함께 조성된 것으로 보이는 2점(숲당아기씨, 대신마누라님)을 포함해 4점이다. 방제(傍題)란과 화기(畵記)란을 모두 동일한 화면 구성으로 갖추고 있으며 화풍 또한 같다. 비교적 이른 시기의 기년명 있는 무신도로는 보기 드물게 우리나라의 초기 서양화를 보는 것처럼 유화의 질감표현이 강하게 나타나 매우 주목된다.
산신님의 화기는 다음과 같다.
츅원
경셩부두 모면둑도 이계향목 동거쥬 계유 니츈의 장자무신 니긔홍 차자임자 니긔운 쟝수발 원 임십이월 이십구일

위의 내용을 풀면 다음과 같다.
축원(祝願)
경성부 두모면(豆毛面) 둑도(纛島 ; 뚝섬) 이계(二契) 향목동 거주, 계유생(癸酉生 ; 1873년생)
이춘의, 장자 무신생(戊申生 ; 1908년생) 이기홍, 차자 임자생(壬子生 ; 1912년생) 이기운. 장수
발원(長壽發願), 임자(壬子 ; 1912년) 12월 29일.

행당동 아기씨당 무신도는 자양동 부군당에서 모셔온 16점의 무신도를 포함해 총 21점으로, 전통과 근대기 화풍의 접점에서 이룬 다양하고 흥미로운 도상들이 많다. 화승들의 세련된 철선묘(鐵線描)의 운용과 유화질감이살아 있는 서양화풍의 영향도 나타나는데, 제작시기는 1912년, 1956년 추정, 20세기 초에 이르고 있다.
특히, 산신님(1912)은 무신도로는 드물게 기년명이 있고 시기적으로 앞설 뿐만 아니라 근대기 서양화풍으로 그려진 것이어서 매우 귀중한 자료가 될 것으로 판단된다.
이들 전체 무신도는 오랜 역사를 지닌 행당동 아기씨당과 함께 앞으로 보존할 가치가 있다고 판단되므로, 이에 서울특별시 민속문화재로 지정하여 관리함이 바람직할 것으로 사료된다. 다만 A유형에 해당하는 5점의 무신도(죄신장, 삼불제석, 아가씨, 산신, 우신장)는 조성연대(1956년)가 서울시 민속문화재로 지정하기에는 비교적 늦은 시기에 해당되어 이를 제외한 총 16점을 대상으로 한다.

## 갤러리

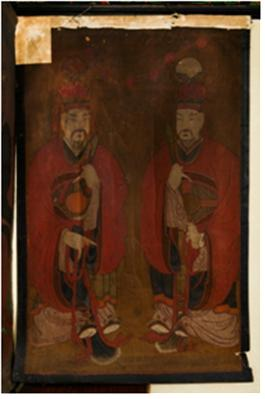
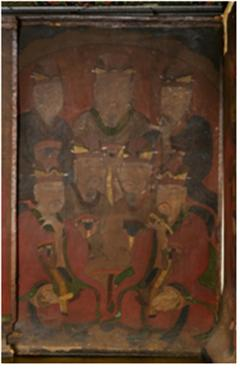
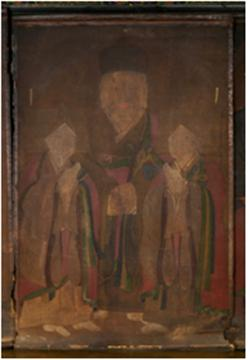
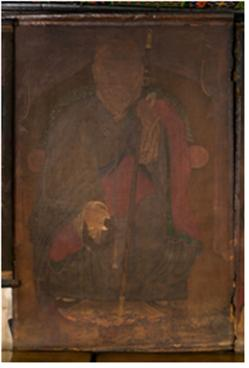
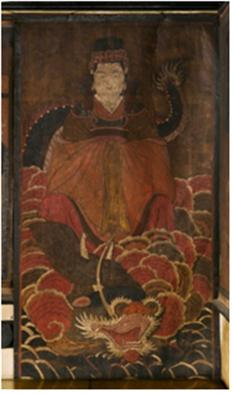
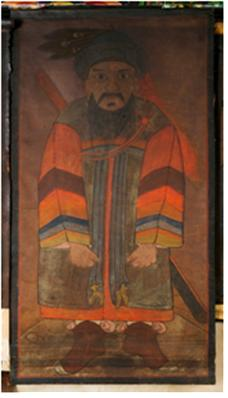
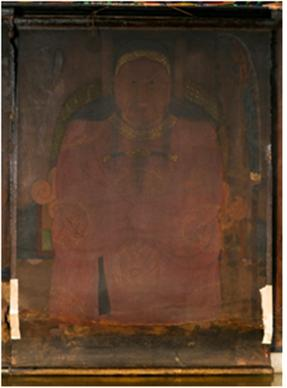
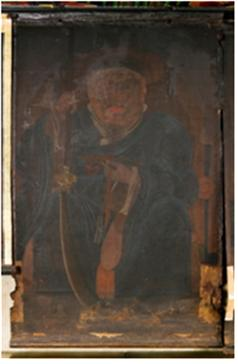
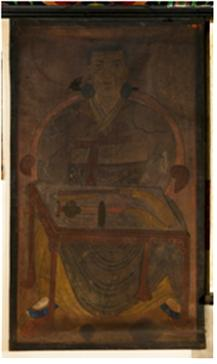
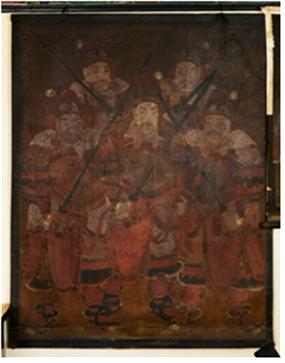
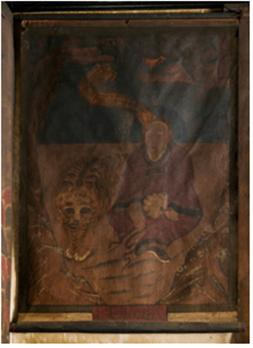
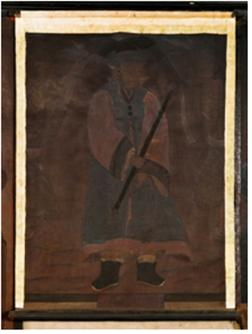
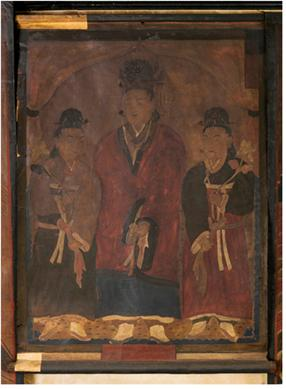
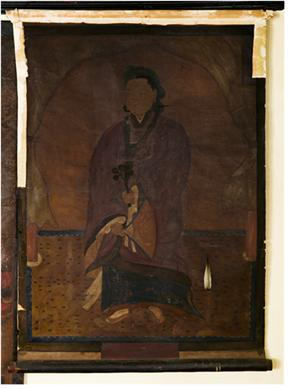
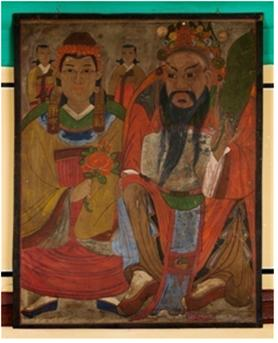

## 상세규격
| 명칭          | 수량 | 규격(cm)     | 조성연대  |
| ------------- | ---- | ------------ | --------- |
| ①산신님       | 16점 | 77 × 56.5    | 1912년    |
| ②별상님       | 16점 | 77 × 56.5    | 1912년    |
| ③숲당아가씨   | 16점 | 77 × 56.5    | 1912년    |
| ④대신마누라님 | 16점 | 77 × 56.5    | 1912년    |
| ⑤부군내외     | 16점 | 101 × 80     | 20세기 초 |
| ⑥태산노군     | 16점 | 95 × 58      | 20세기 초 |
| ⑦일월성신     | 16점 | 102 × 70     | 20세기 초 |
| ⑧칠성님       | 16점 | 102 × 70     | 20세기 초 |
| ⑨삼불제석     | 16점 | 102 × 70     | 20세기 초 |
| ⑩대사님       | 16점 | 102 × 70     | 20세기 초 |
| ⑪용궁부인     | 16점 | 110.5 × 58.5 | 20세기 초 |
| ⑫천존대감     | 16점 | 100 × 54     | 20세기 초 |
| ⑬관성제군     | 16점 | 100 × 75.5   | 20세기 초 |
| ⑭최일장군     | 16점 | 100 × 66     | 20세기 초 |
| ⑮대신할머니   | 16점 | 94 × 55      | 20세기 초 |
| ⑯오방신장님   | 16점 | 124.5 × 97   | 20세기 초 |

## 같이 보기
- 아기씨당 - 서울 성동구의 향토유적 제1호

## 참고 자료
- 행당동 아기씨당 무신도 - 국가유산청 국가유산포털